# Júnior Assunção
Cleuder F. "Júnior" Assunção (Recife, 24 de junho de 1981) é um lutador brasileiro de MMA. Ele compete na categoria Peso Pena.

## Biografia
Nascido em Recife, Junior cresceu em Miami e depois residiu em Atlanta, nos Estados Unidos. Hoje está morando em Jacaraípe, no Espírito Santo, onde é proprietário de uma academia. Ele é o irmão mais velho de Raphael Assunção e de Freddy Assunção, que também lutam no MMA.

## Carreira no MMA
Junior é versado no Boxe, Judô, Muay Thai e Wrestling. Ele treinou na Academia Casa Preta com as personalidades do MMA Anderson Silva e Lyoto Machida.
Sua arte marcial de origem é a capoeira. Foi treinado por Mestre Delei por 12 anos, e Junior credita seu sucesso no esporte na disciplina que aprendeu com o mestre. Da capoeira, Junior incorporou muitas técnicas, como a agilidade, a ginga e a força física. Ele também treinou no Combat Sports Center em Richmond, Virgínia.

### Ultimate Fighting Championship
Ele estreou em 2006 com derrota para Kurt Pellegrino, e após vencer o inglês David Lee, perdeu novamente (Nate Diaz) e foi afastado do evento. Na sequência, porém, conseguiu um cartel de 8-1 (oito vitórias e uma derrota) que incluiu um nocaute contra o veterano Mark Miller no IFL.
Em 2011, Assunção re-assinou com os promotores do evento. Ele enfrentou o estreante Eddie Yagin na categoria Peso Pena em 24 de Setembro, no UFC 135. Assunção venceu a luta por decisão unânime.
Assunção encarou Ross Pearson em 30 de Dezembro de 2011, no UFC 141.  Perdeu por decisão unânime e foi novamente dispensado pelos promotores.
Após esta luta, acabou se machucando em treino, tendo que operar o cotovelo e ficando mais de um ano e meio parado, reabilitando o ligamento. Retornou em setembro de 2013, com vitória sobre Guilherme Faria.
Junior Assunção espera nova chance no UFC, tendo a seu favor o bom momento de seu irmão no esporte.

## Campeonatos
- Xtreme Fighting Championships
  - XFC Lightweight Championship (Uma vez)

## Cartel no MMA
| Cartel no MMA   |             |            |
| 19 lutas        | 14 vitórias | 5 derrotas |
| Por nocaute     | 3           | 0          |
| Por finalização | 7           | 2          |
| Por decisão     | 4           | 3          |

| Res. | Cartel | Oponente                 | Método                  | Evento                               | Data                   | Round | Tempo | Local                             | Notas                                    |
| ---- | ------ | ------------------------ | ----------------------- | ------------------------------------ | ---------------------- | ----- | ----- | --------------------------------- | ---------------------------------------- |
| Win  | 14-5   | Guilherme Faria de Souza | Submissão (kimura)      | Premium Fight Championship 2         | 13 de setembro de 2013 | 4     | 2:05  | Campinas, São Paulo, Brasil       |                                          |
| Loss | 13-5   | Ross Pearson             | Decisão (unânime)       | UFC 141                              | 3 de dezembro de 2011  | 3     | 5:00  | Las Vegas, Nevada, Estados Unidos |                                          |
| Win  | 13-4   | Eddie Yagin              | Decisão (unânime)       | UFC 135                              | 24 de setembro de 2011 | 3     | 5:00  | Denver,Colorado, Estados Unidos   |                                          |
| Win  | 12-4   | Wesley Murch             | Submissão (mata-leão)   | Recife FC 4                          | 31 de março de 2011    | 1     | 5:00  | Recife, Pernambuco, Brasil        |                                          |
| Win  | 11-4   | Mark Miller              | Nocaute (socos)         | Recife FC 3                          | 3 de dezembro de 2010  | 1     | 4:03  | Recife, Pernambuco, Brasil        |                                          |
| Win  | 10-4   | John Mahlow              | Submissão (guilhotina)  | XFC 10: Night of Champions           | 19 de março de 2010    | 1     | 4:02  | Flórida, Estados Unidos           | Conquista do título vago XFC Lightweight |
| Win  | 9-4    | Pete Grimes              | Decisão (dividida)      | ShineFights 2                        | 4 de setembro de 2009  | 3     | 5:00  | Flórida, Estados Unidos           |                                          |
| Win  | 8-4    | Kamrin Naville           | Decisão (unânime)       | KOTC - Invencível                    | 27 de março de 2009    | 3     | 3:00  | Geórgia, Estados Unidos           |                                          |
| Win  | 7-4    | Kalvin Hackney           | Decisão (unânime)       | Wild Bill's Full Throttle            | 8 de novembro de 2008  | 3     | 5:00  | Geórgia, Estados Unidos           |                                          |
| Loss | 6-4    | Torrance Taylor          | Decisão (unânime)       | AFL - Bulletproof (a prova de balas) | 30 de maio de 2008     | 3     | 5:00  | Geórgia, Estados Unidos           |                                          |
| Win  | 6-3    | Steve Sharp              | Submissão (guilhotina)  | AFL: Erupption (Erupção)             | 7 de março de 2008     | 3     | 4:26  | Kentucky, Estados Unidos          |                                          |
| Loss | 5-3    | Nate Diaz                | Submissão (guilhotina)  | UFC Fight Night 11                   | 19 de setembro de 2007 | 1     | 4:10  | Nevada, Estados Unidos            |                                          |
| Win  | 5-2    | David Lee                | Submissão (mata-leão)   | UFC 70                               | 21 de abril de 2007    | 2     | 1:55  | Manchester, Inglaterra            |                                          |
| Loss | 4-2    | Kurt Pellegrino          | Submissão (mata-leão)   | UFC 64                               | 14 de outubro de 2006  | 1     | 2:04  | Nevada, Estados Unidos            |                                          |
| Win  | 4-1    | Scott Hope               | Nocaute técnico (socos) | ISCF - Knuckle Up 4                  | 28 de abril de 2006    | 1     | 1:43  | Geórgia, Estados Unidos           |                                          |
| Win  | 3-1    | Dustin Hazelett          | Nocaute técnico (socos) | FT 3 - Full Throttle 3               | 15 de julho de 2005    | 1     | 4:27  | Geórgia, Estados Unidos           |                                          |
| Win  | 2-1    | Danny Payne              | Submissão (mata-leão)   | FT 2 - Full Throttle 2               | 3 de junho de 2005     | 1     | 0:50  | Geórgia, Estados Unidos           |                                          |
| Win  | 1-1    | Will Bradford            | Submissão (guilhotina)  | ISCF - Compound Fracture 2           | 4 de fevereiro de 2005 | 1     | 1:55  | Geórgia, Estados Unidos           |                                          |
| Loss | 0-1    | Andrew Chappelle         | Decisão (unânime)       | ISCF - Fight Party                   | 23 de abril de 2004    | 3     | 3:00  | Geórgia, Estados Unidos           |                                          |